# Wolliges Honiggras
Das Wollige Honiggras (Holcus lanatus) ist eine Pflanzenart aus der Gattung der Honiggräser (Holcus) innerhalb der Familie der Süßgräser (Poaceae). Sie ist in Eurasien und Nordafrika weitverbreitet.

## Beschreibung

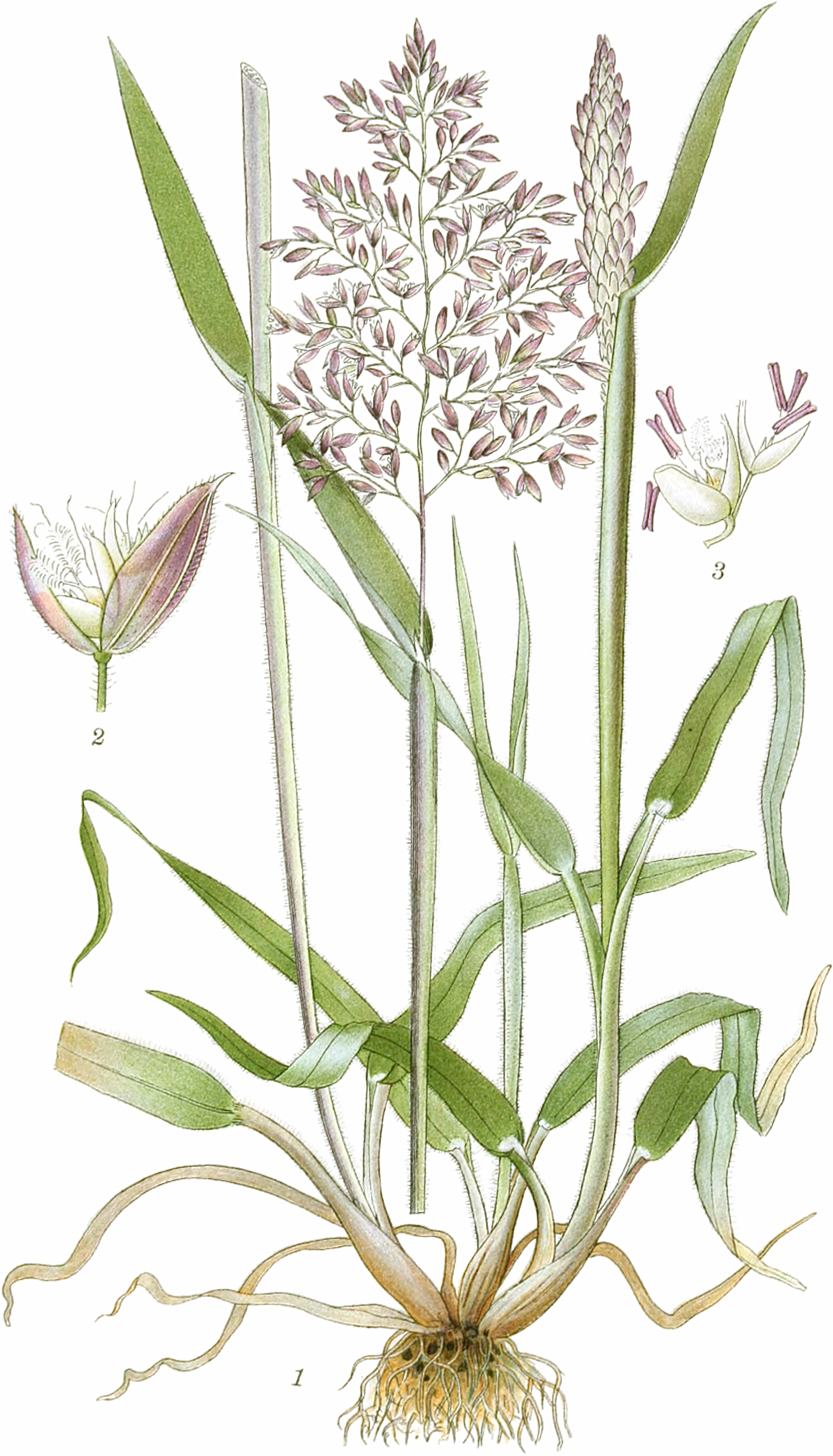
Illustration

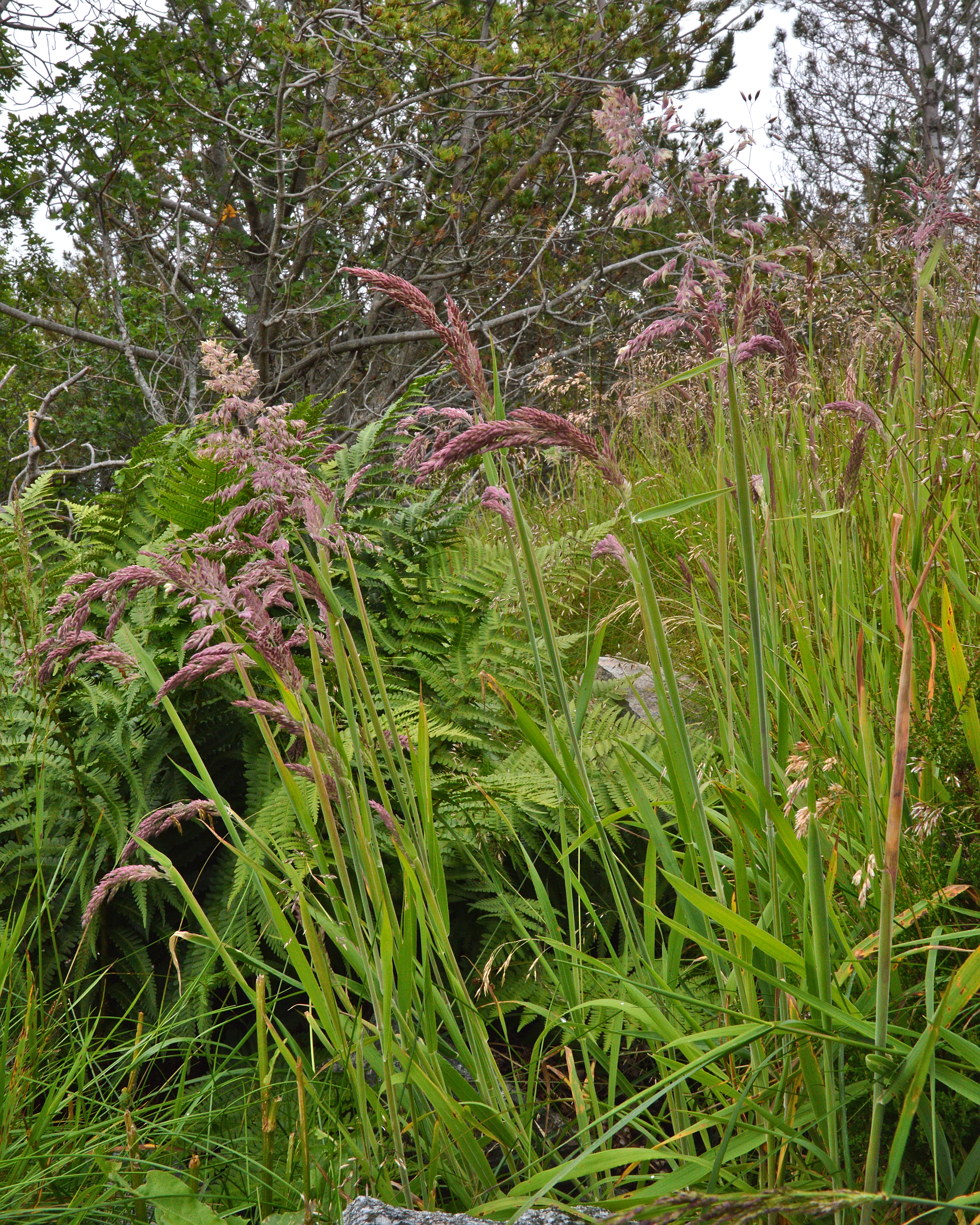
Habitus

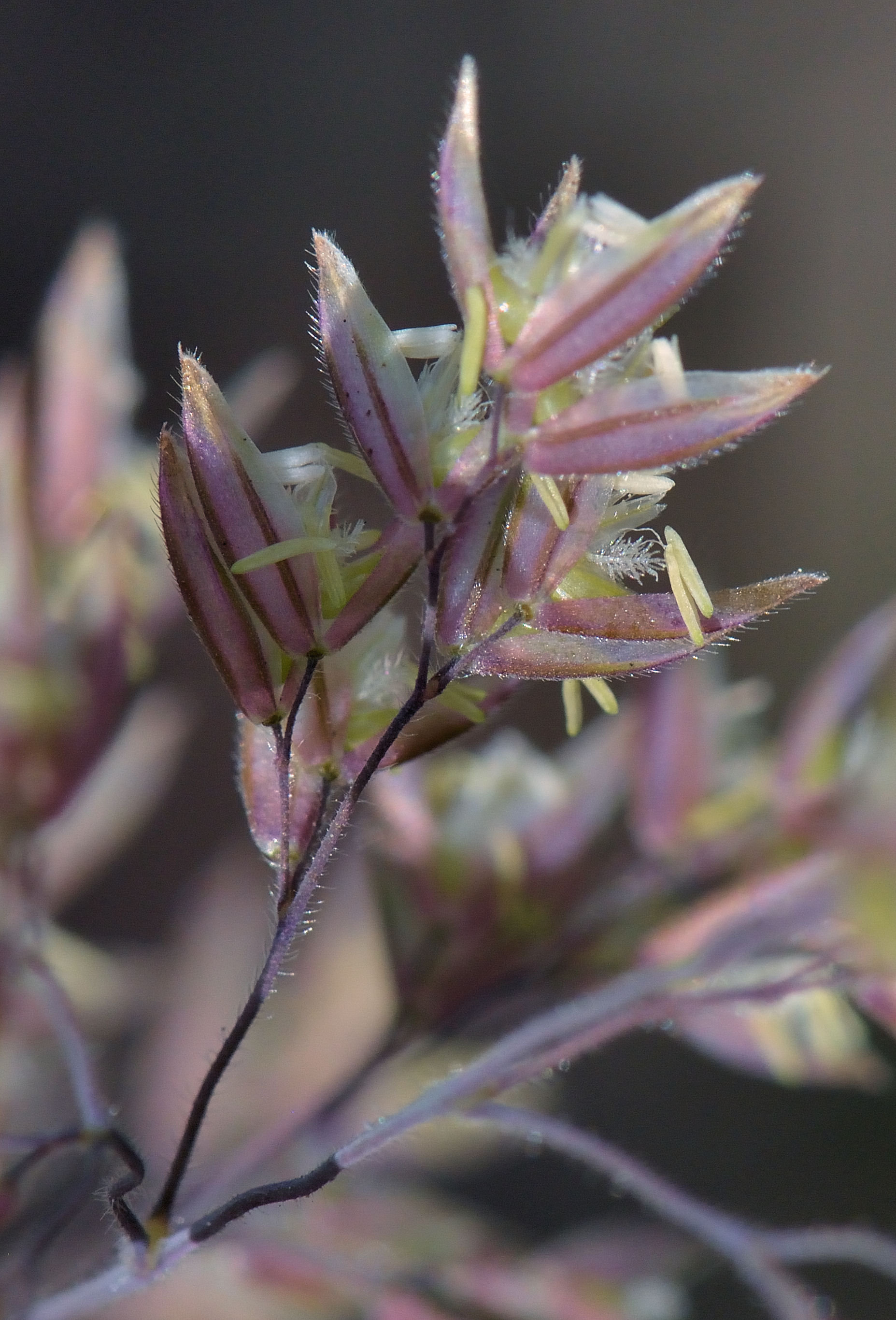
Blühende Ährchen

### Vegetative Merkmale
Das Wollige Honiggras ist eine überwinternd grüne, ausdauernde krautige Pflanze, die Wuchshöhen von 20 bis 100 Zentimetern erreicht. Alle oberirdischen Pflanzenteile sind dicht wollig behaart. Es wächst locker bis dichthorstig mit aufrechten oder von gebogenem Grund aufsteigenden Halmen. Der untere Teil des Stängelgrundes ist auf weißlichem Untergrund rötlich-violett geadert. Die Halme sind dünn und verfügen über zwei bis drei flaumig behaarte Knoten.
Die wechselständig am Halm verteilten Laubblätter sind in Blattscheide und Blattspreite gegliedert. Die Blattscheiden sind auf dem Rücken rundlich, kahl oder wenig behaart, dann mit zurückgeschlagenen Haaren. Die Blatthäutchen (Ligulae) sind häutig, grob gefranst, stumpf und etwa 1 bis 5 Millimeter lang. Die flache Blattspreite ist bei einer Länge von 4 bis 20 Zentimeter und einer Breite von bis zu 10 Millimeter zugespitzt. Die Laubblätter sind sehr dicht kurzhaarig daher graugrün oder weißlich grün aussehend.

### Generative Merkmale
Die Blütezeit liegt zwischen Mai und August. Die weißlich bis purpurnfarbenen, nur während der Anthese „geöffneten“ rispigen Blütenstände sind bei einer Länge von bis zu 10 Zentimetern schmal-oval oder eiförmig und sehr dicht bis locker. Die dicht verzweigten Rispenäste sind behaart. Die bei einer Länge von 4 bis 6 Millimetern länglichen bis elliptischen Ährchen fallen geschlossen bei der Reife ab. Die Ährchen sind zweiblütig, die untere Blüte ist zwittrig, die obere gewöhnlich männlich. Die papierartigen Hüllspelzen sind so lang wie das Ährchen und sind an den Kielen und Nerven steif behaart. Die untere ist schmal-lanzettlich und einnervig; die obere eiförmig bis elliptisch, dreinervig und gewöhnlich mit einer etwa 1 Millimeter langen Granne. Die Deckspelzen sind zwischen 2 und 2,5 Millimeter lang und werden von den Hüllspelzen völlig eingeschlossen. Sie sind aufwärts gekielt, undeutlich drei- bis fünfnervig, fest und glänzend. Die untere ist bootsförmig stumpf und unbegrannt; die obere ist auf dem Rücken nahe der Spitze begrannt. Diese Granne ist bis zu 2 Millimeter lang und krümmt sich in trockenem Zustand wie ein Angelhaken, ragt jedoch nicht aus dem Ährchen hervor.
Es werden Karyopsen gebildet.
Die Chromosomenzahl beträgt 2n = 14.

## Verwechslungsmöglichkeiten
Sehr ähnlich ist das insgesamt spärlicher behaarte Weiche Honiggras (Holcus mollis). Dieses Gras verfügt über lange, zähe Rhizome und die Halmknoten sind bärtig behaart. Die Grannen an den oberen Deckspelzen sind nur leicht gebogen und ragen aus den Hüllspelzen heraus. Der Stängelgrund ist auf bräunlichem Untergrund rötlich-bräunlich geadert. Im Gegensatz zum Wolligen Honiggras wächst es bevorzugt an Waldrändern und an lichten Waldstellen.

## Ökologie
Im Allgemeinen wird das häufige Gras landwirtschaftlich als Weideunkraut betrachtet. Auf der Weide und im Heu wird es vom Vieh verschmäht, da es stark behaart ist. Auf ärmeren Böden kommt jungen Pflanzen jedoch ein gewisser Ertragswert zu. Auf kalkarmen Böden kommt es bei Wasserstau zu einer Massenentwicklung.
Das Wollige Honiggras ist ein teilweise wintergrüner, frostempfindlicher Hemikryptophyt und eine Horstpflanze. Es ist eine Humuswurzler mit VA-Mykorrhiza.
Die Blüten sind selbststeril. Blütenökologisch handelt es sich um Windblütigkeit vom „Hängeblütigen-Typ“.
Die Diasporen (Ausbreitungseinheit) sind die bei der Reife als Ganzes abfallenden Ährchen; sie breiten sich als Windstreuer, Ballonflieger, Schwimmer, Regenschwemmlinge und Wasserhafter aus. Die bis 2 mm lange Granne der oberen Deckspelze ist im trockenen Zustand wie ein Angelhaken gekrümmt und erlaubt so eine Ausbreitung als Kletthafter. Außerdem erfolgt Zufallsausbreitung durch Weidetiere. Die Karyopsen sind Lichtkeimer. Die Fruchtreife erfolgt von Juli bis November.

## Vorkommen
Das Wollige Honiggras ist in weiten Teilen Europas bis Westasien und den Kaukasusraum, Nordafrika und Makaronesien verbreitet. Es ist in Nordamerika und anderen Gebieten der Welt mit gemäßigtem Klima ein Neophyt. In Europa kommt es in fast allen Ländern vor und fehlt nur in Lettland und ist in Finnland und Island nur eingeführt worden.
Es ist auch in Deutschland überall häufig und verbreitet vom Flachland bis in Höhenlagen von etwa 900 Metern. In den Allgäuer Alpen steigt es im Tiroler Teil zwischen Jungholz und Sorgschrofen bis in eine Höhenlage von 1150 Metern auf. In Graubünden erreicht es oberhalb Soglio eine Höhenlage von 1900 Meter.
Es ist vergleichsweise anspruchslos und wächst auf nahezu allen trockenen bis nassen Böden von schweren Lehmen bis zum Sand. Sein Verbreitungsschwerpunkt liegt in Feuchtwiesen und Weiden auf grundfeuchten, humosen, mäßig nährstoffreichen, leicht sauren Lehm- und Tonböden. In niedrigeren Höhenlagen kommt es vorwiegend in Sumpfdotterblumenwiesen (Calthion) vor. In größeren Höhenlagen ist es auch in Glatthafer-Gesellschaften (Molinio-Arrhenatheretea) zu finden. Zuweilen wächst es auch in Zwergstrauchheiden und Borstgrasrasen, Trocken- und Halbtrockenrasen sowie in Laub- und Nadelwäldern auf sauren, nährstoffarmen Böden. Das Wollige Honiggras ist Charakterart der Klasse der Europäischen Wirtschaftswiesen und Wirtschaftsweiden, Molinio-Arrhenatheretea.
Die ökologischen Zeigerwerte nach Landolt et al. 2010 sind in der Schweiz: Feuchtezahl F = 3w (mäßig feucht aber mäßig wechselnd), Lichtzahl L = 4 (hell), Reaktionszahl R = 3 (schwach sauer bis neutral), Temperaturzahl T = 3+ (unter-montan und ober-kollin), Nährstoffzahl N = 3 (mäßig nährstoffarm bis mäßig nährstoffreich), Kontinentalitätszahl K = 3 (subozeanisch bis subkontinental).

## Taxonomie und Systematik
Die Erstveröffentlichung von Holcus lanatus erfolgte 1753 durch Carl von Linné in Species Plantarum, Tomus II, Seite 1048.
Man kann 2 Unterarten unterscheiden:
- Holcus lanatus L. subsp. lanatus
- Holcus lanatus subsp. vaginatus (Pérez Lara) M. Seq. & Castrov.: Sie kommt nur in Spanien und in Portugal vor.[8]

## Trivialnamen
Regionale Trivialnamen sind Bottermeddel, Honigmeddel, Honigschmale, Pein, Sametschmale, Witten Meddel oder Zuckerschmale.

## Bilder

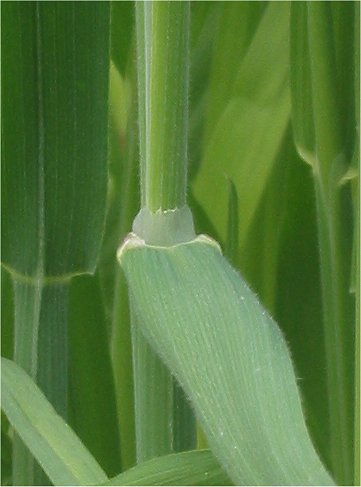
Blatthäutchen
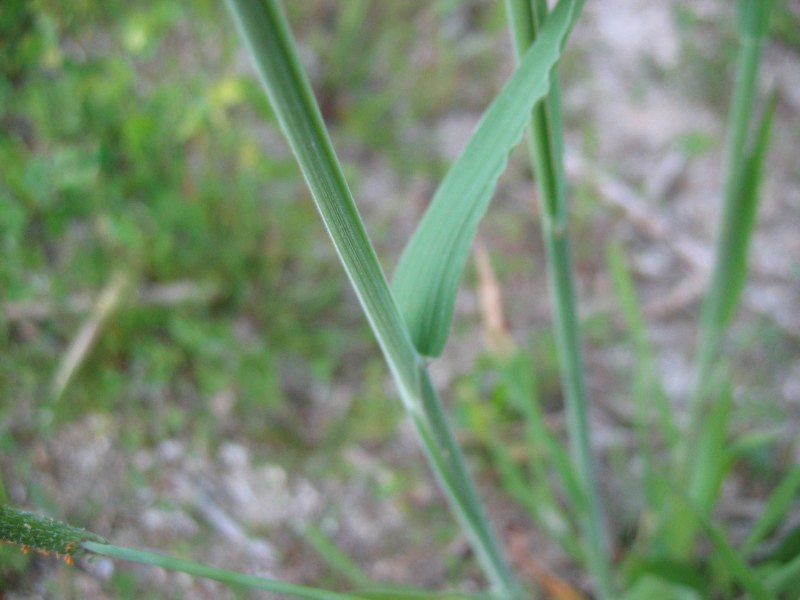
Halm und Blattansatz
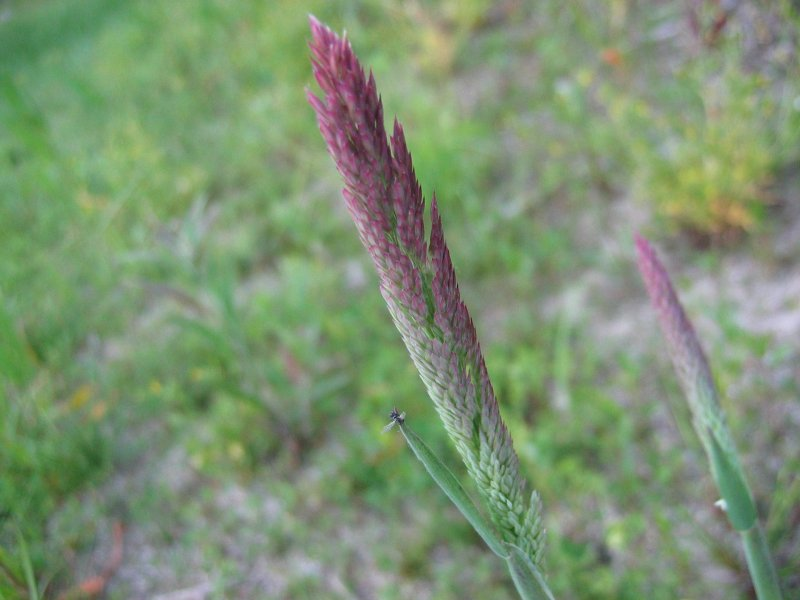
Blütenstand noch „zusammengezogen“
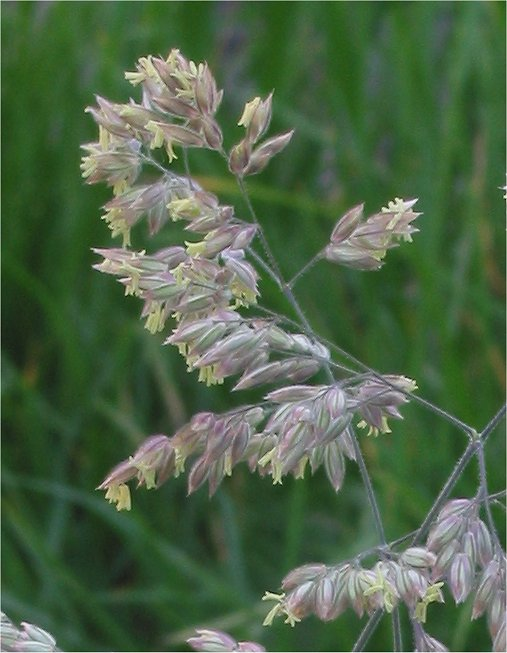
Blütenrispe während Anthese
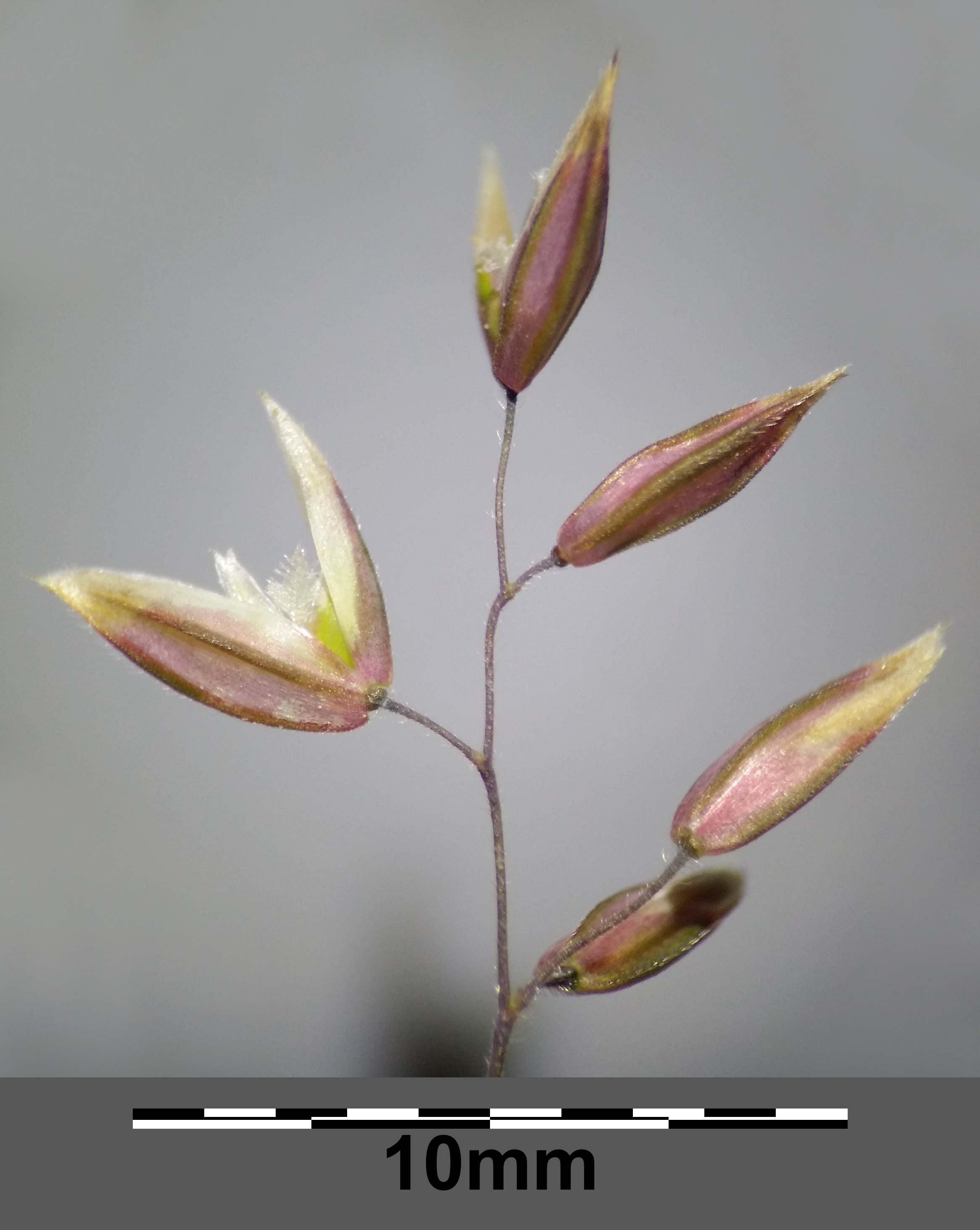
Blühende Ährchen